# Camarate
Camarate – dawna parafia (freguesia) Loures i jednocześnie miejscowość w Portugalii. W 2011 zamieszkiwało ją 19 789 mieszkańców, na obszarze 5,67 km². od 2013 należy do parafii Camarate, Unhos e Apelação.